# Улянівка (Берестинський район)
Уля́нівка —  село в Україні, у Берестинському районі Харківської області. Населення становить 310 осіб. Орган місцевого самоврядування — Наталинська сільська громада.

## Географія
Село Улянівка знаходиться на лівому березі річка Берестова, вище за течією примикає до села Попівка, нижче за течією на відстані 1 км розташоване село Наталине, на протилежному березі розташоване місто Берестин. Поруч із селом проходить залізниця, станція Мир. Через село проходять автомобільні дороги М18 і Т 2119.

## Історія
- 1926 - дата заснування.

## Населення
Згідно з переписом УРСР 1989 року чисельність наявного населення села становила 435 осіб, з яких 189 чоловіків та 246 жінок.
За переписом населення України 2001 року в селі мешкало 310 осіб.

### Мова
Розподіл населення за рідною мовою за даними перепису 2001 року:
| Мова       | Відсоток |
| ---------- | -------- |
| українська | 89,35 %  |
| російська  | 10,32 %  |
| білоруська | 0,32 %   |

## Економіка
- Свино-товарна ферма з відстійниками.